# Hermannia affinis
Hermannia affinis är en malvaväxtart som beskrevs av Karl Moritz Schumann och Schinz. Hermannia affinis ingår i släktet Hermannia och familjen malvaväxter. Inga underarter finns listade i Catalogue of Life.